# Élections générales britanniques de 2015 au pays de Galles
Des élections générales britanniques ont eu lieu le 7 mai 2015 pour élire la 56e législature du Parlement du Royaume-Uni.

## Sondages

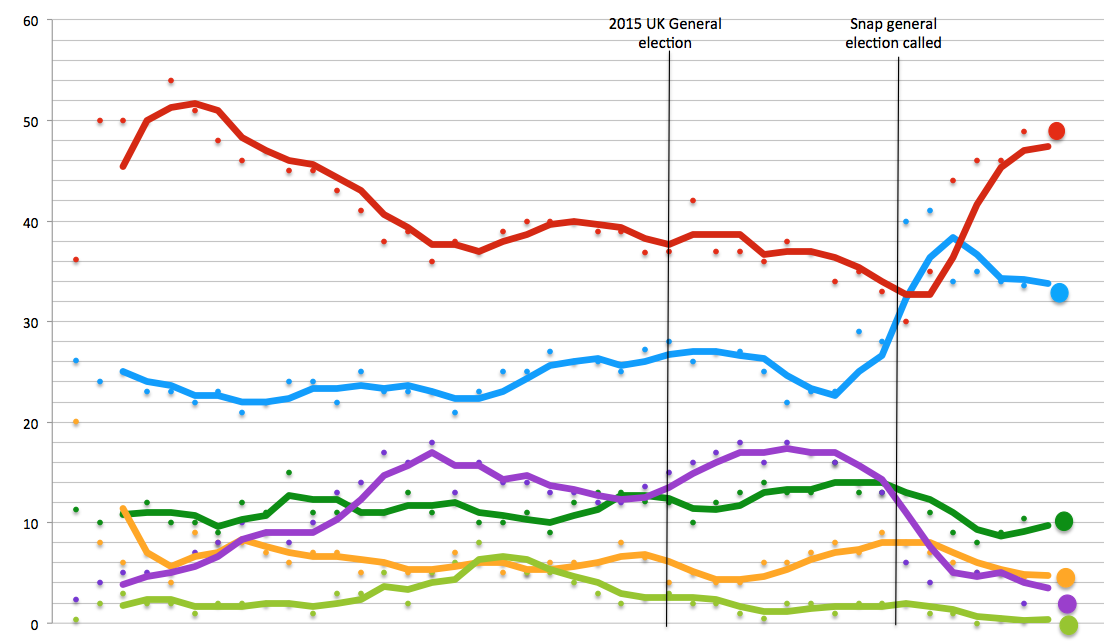
Sondages sur les élections au pays de Galles depuis 2010

## Résultats
| Partis | Partis                        | Voix    | Voix  | Voix       | Total des sièges | Total des sièges |
| Partis | Partis                        | Votes   | %     | +/−        | Sièges           | +/−              |
| ------ | ----------------------------- | ------- | ----- | ---------- | ---------------- | ---------------- |
|        | Parti travailliste gallois    | 552 473 | 36,9  | 0,6        | 25 / 40          | 1                |
|        | Parti conservateur gallois    | 407 813 | 27,2  | 1,1        | 11 / 40          | 3                |
|        | UKIP                          | 204 330 | 13,6  | 11,2       | 0 / 40           | stagnation       |
|        | Plaid Cymru                   | 181 704 | 12,1  | 0,9        | 3 / 40           | stagnation       |
|        | Libéraux-démocrates gallois   | 97 783  | 6,5   | 13,6       | 1 / 40           | 2                |
|        | Parti vert                    | 38 344  | 2,6   | 2,1        | 0 / 40           | stagnation       |
|        | Parti travailliste socialiste | 3 481   | 0,2   | 0,2        | 0 / 40           | stagnation       |
|        | TUSC                          | 1 780   | 0,1   | 0,1        | 0 / 40           | stagnation       |
|        | Autres                        | 10 355  | 0,7   | 0,5        | 0 / 40           | stagnation       |
| Total  | Total                         |         | 100,0 | stagnation | 40 / 40          | stagnation       |

## Députés élus
| Circonscription                         | Député sortant | Député sortant     | Député élu | Député élu          |
| --------------------------------------- | -------------- | ------------------ | ---------- | ------------------- |
| Aberavon                                |                | Hywel Francis      |            | Stephen Kinnock     |
| Aberconwy                               |                | Guto Bebb          |            | Guto Bebb           |
| Alyn and Deeside                        |                | Mark Tami          |            | Mark Tami           |
| Arfon                                   |                | Hywel Williams     |            | Hywel Williams      |
| Blaenau Gwent                           |                | Nick Smith         |            | Nick Smith          |
| Brecon and Radnorshire                  |                | Roger Williams     |            | Chris Davies        |
| Bridgend                                |                | Madeleine Moon     |            | Madeleine Moon      |
| Caerphilly                              |                | Wayne David        |            | Wayne David         |
| Cardiff Central                         |                | Jenny Willott      |            | Jo Stevens          |
| Cardiff North                           |                | Jonathan Evans     |            | Craig Williams      |
| Cardiff South and Penarth               |                | Stephen Doughty    |            | Stephen Doughty     |
| Cardiff West                            |                | Kevin Brennan      |            | Kevin Brennan       |
| Carmarthen East and Dinefwr             |                | Jonathan Edwards   |            | Jonathan Edwards    |
| Carmarthen West and South Pembrokeshire |                | Simon Hart         |            | Simon Hart          |
| Ceredigion                              |                | Mark Williams      |            | Mark Williams       |
| Clwyd South                             |                | Susan Jones        |            | Susan Jones         |
| Clwyd West                              |                | David Jones        |            | David Jones         |
| Cynon Valley                            |                | Ann Clwyd          |            | Ann Clwyd           |
| Delyn                                   |                | David Hanson       |            | David Hanson        |
| Dwyfor Meirionnydd                      |                | Elfyn Llwyd        |            | Liz Saville-Roberts |
| Gower                                   |                | Martin Caton       |            | Byron Davies        |
| Islwyn                                  |                | Chris Evans        |            | Chris Evans         |
| Llanelli                                |                | Nia Griffith       |            | Nia Griffith        |
| Merthyr Tydfil and Rhymney              |                | Dai Havard         |            | Gerald Jones        |
| Monmouth                                |                | David Davies       |            | David Davies        |
| Montgomeryshire                         |                | Glyn Davies        |            | Glyn Davies         |
| Neath                                   |                | Peter Hain         |            | Christina Rees      |
| Newport East                            |                | Jessica Morden     |            | Jessica Morden      |
| Newport West                            |                | Paul Flynn         |            | Paul Flynn          |
| Ogmore                                  |                | Huw Irranca-Davies |            | Huw Irranca-Davies  |
| Pontypridd                              |                | Owen Smith         |            | Owen Smith          |
| Preseli Pembrokeshire                   |                | Stephen Crabb      |            | Stephen Crabb       |
| Rhondda                                 |                | Chris Bryant       |            | Chris Bryant        |
| Swansea East                            |                | Siân James         |            | Carolyn Harris      |
| Swansea West                            |                | Geraint Davies     |            | Geraint Davies      |
| Torfaen                                 |                | Paul Murphy        |            | Nick Thomas-Symonds |
| Vale of Clwyd                           |                | Chris Ruane        |            | James Davies        |
| Vale of Glamorgan                       |                | Alun Cairns        |            | Alun Cairns         |
| Wrexham                                 |                | Ian Lucas          |            | Ian Lucas           |
| Ynys Môn                                |                | Albert Owen        |            | Albert Owen         |